# Puss/Oh, the Guilt
Puss/Oh, the Guilt è un singolo split contenente due canzoni: Oh, the Guilt dei Nirvana e Puss dei The Jesus Lizard, pubblicato nel febbraio 1993 per l'etichetta Touch & Go Records.

## Il singolo
Ha raggiunto il 12º posto nella classifica inglese dei singoli più venduti.
La copertina del singolo consiste in un dipinto di Malcolm Bucknall intitolato Old Indian and White Poodle.
Oh, the Guilt venne prodotta da Barrett Jones il 7 aprile 1992 a Seattle. La canzone fu ripubblicata nel 2004 all'interno del box set dei Nirvana, With the Lights Out, e ancora nel 2005 nella raccolta Sliver: The Best of the Box. Quest'ultima versione è un remix di Adam Kasper, e non include alcuni elementi presenti nel missaggio originale. Oh, the Guilt venne suonata dal vivo per la prima volta nel novembre 1990, e la band ne registrò una versione strumentale il giorno di capodanno del 1991 con il loro tecnico del suono Craig Montgomery ai Music Source Studios.
Puss apparve inizialmente nell'album del 1992 Liar dei Jesus Lizard. Il singolo venne prodotto da Steve Albini, che successivamente si sarebbe occupato della produzione del terzo ed ultimo album in studio dei Nirvana, In Utero. Il videoclip musicale di Puss mostra un uomo che viene "saldato" ad una sedia, per questo venne bandito da alcune emittenti televisive.

## Tracce singolo
Touch And Go – TG83
1. Puss - 3:21 (Jesus Lizard)
2. Oh, the Guilt - 3:23 (Nirvana)